# Lukáš Pešek

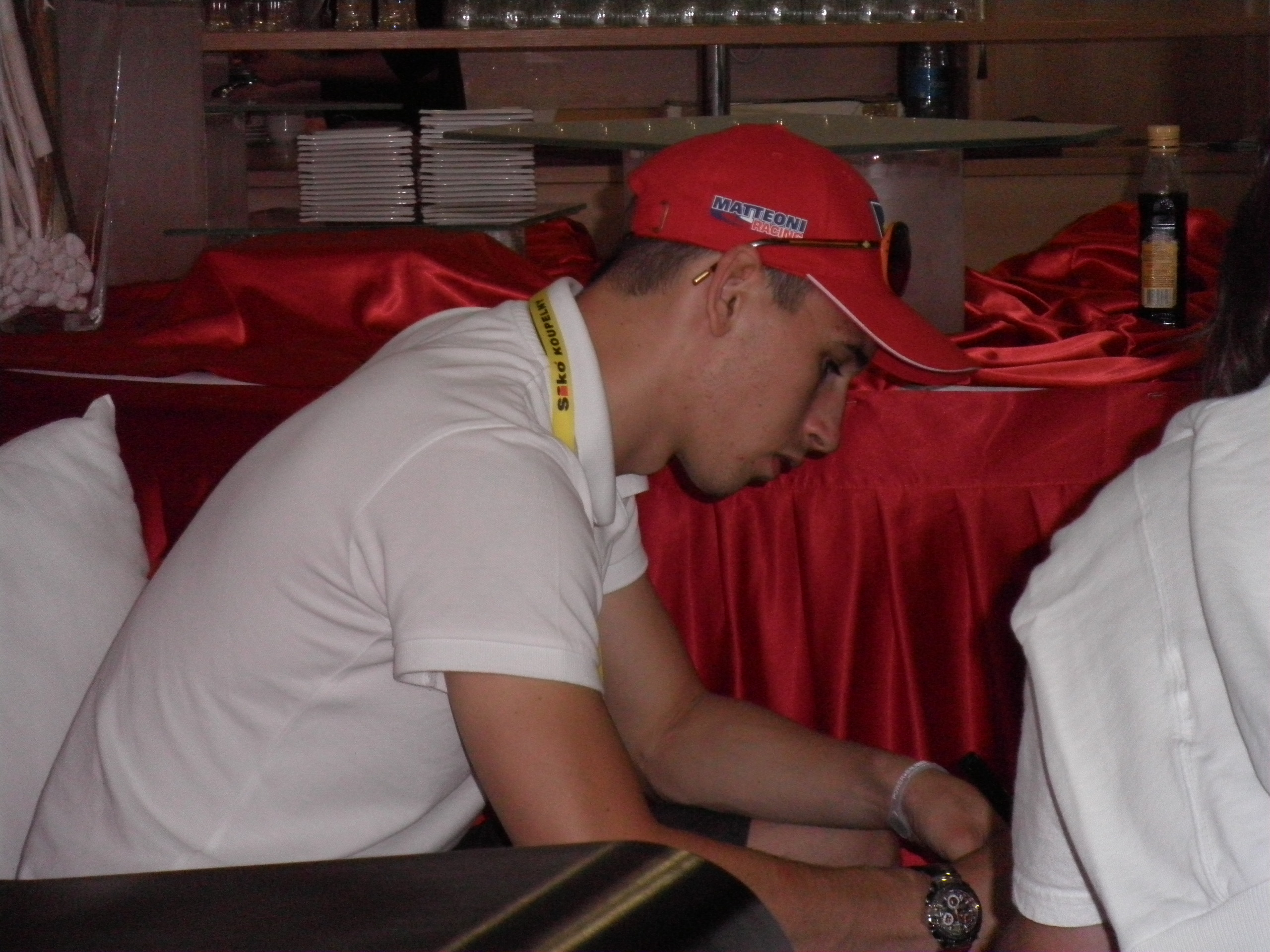
Lukáš Pešek, 2010

Lukáš Pešek (* 22. November 1985 in Prag) ist ein tschechischer Motorradrennfahrer.

## Karriere

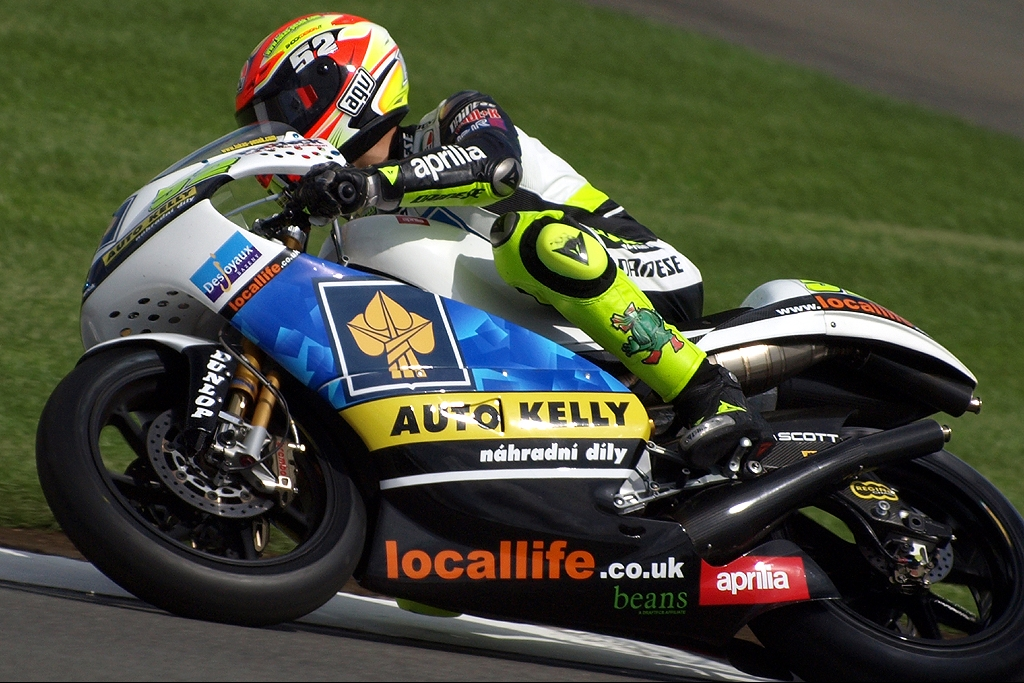
Lukáš Pešek, Donington 2009

Pešek kam über die tschechische Meisterschaft der Achtelliterklasse und der 250-cm³-Europameisterschaft zur Motorrad-Weltmeisterschaft. Nach einem ersten Start im Jahr 2002 auf einer 125-cm³-Honda, ging er in der Saison 2003 mit einer 250-cm³-Yamaha neunmal an den Start und landete auf dem 30. Platz der Gesamtwertung. Das nächste Jahr fuhr er wieder auf einer 125-cm³-Honda und erreichte den 21. WM-Rang.
2005 fuhr er auf einer Derbi eine ähnliche Saison wie im Vorjahr, doch 2006 verbesserte er sich bedeutend. Mit einem zweiten Platz beim Großen Preis von Spanien holte er seinen ersten WM-Podestplatz und es folgten zwei dritte Plätze aus Pole-Positionen in Italien und Deutschland. Die WM schloss er auf dem sechsten Platz ab. Die nächste Saison stellte wiederum eine Steigerung dar: Nach einem dritten Platz in Katar und einem zweiten Platz in Spanien, fuhr er in China aus dritter Startposition seinen ersten Grand-Prix-Sieg heraus. Weitere Podestplätze erreichte er mit dem zweiten Platz in Frankreich, dem dritten in Tschechien und seinem zweiten GP-Sieg in Australien. Die WM schloss er als Vierter ab, mit 182 Punkten vor dem drittplatzierten Koyama mit 193 Punkten.
Darauf wechselte Pešek per 2008 mit einer Aprilia in die 250-cm³-Klasse. Er konnte in zwei Saisons nie einen Podestplatz erringen und schloss beide Male auf dem 15. Platz ab. 2010 fuhr er in der neu geschaffenen Moto2-Klasse auf einer Moriwaki.
In der Saison 2012 ging Lukáš Pešek auf Honda CBR 600 RR in der Supersport-Weltmeisterschaft für das Team PRORACE an den Start. Im Schlussklassement belegte er mit sechs Punkten den 33. Gesamtrang.
2013 trat Pešek in der MotoGP-Klasse der Motorrad-Weltmeisterschaft an. Er startete für das italienische Team Came IodaRacing Project auf Ioda-Suter mit BMW-Motor. Sein Teamkollege war der Italiener Danilo Petrucci. Pešeks beste Platzierung war der 16. Platz bei dem Großen Preis von Katalonien auf dem Circuit de Catalunya.

## Statistik in der Motorrad-Weltmeisterschaft
| Saison | Klasse  | Motorrad   | Rennen | Siege | Podien | Poles | Punkte | Ergebnis |
| ------ | ------- | ---------- | ------ | ----- | ------ | ----- | ------ | -------- |
| 2002   | 125 cm³ | Honda      | 1      | –     | –      | –     | –      | –        |
| 2003   | 250 cm³ | Yamaha     | 9      | –     | –      | –     | 4      | 30.      |
| 2004   | 125 cm³ | Honda      | 16     | –     | –      | –     | 20     | 21.      |
| 2005   | 125 cm³ | Derbi      | 16     | –     | –      | –     | 25     | 19.      |
| 2006   | 125 cm³ | Derbi      | 16     | –     | 3      | 2     | 154    | 6.       |
| 2007   | 125 cm³ | Derbi      | 17     | 2     | 6      | 1     | 182    | 4.       |
| 2008   | 250 cm³ | Aprilia    | 16     | –     | –      | –     | 43     | 15.      |
| 2009   | 250 cm³ | Aprilia    | 16     | –     | –      | –     | 74     | 15.      |
| 2010   | Moto2   | Moriwaki   | 11     | –     | –      | –     | 5      | 34.      |
| 2013   | MotoGP  | Ioda-Suter | 18     | –     | –      | –     | –      | –        |
| Gesamt | Gesamt  | Gesamt     | 136    | 2     | 9      | 3     | 507    |          |